# The Art of Drowning
The Art of Drowning es el quinto álbum de estudio de la banda californiana de punk rock AFI. Fue lanzado el 19 de septiembre de 2000 mediante Nitro Records. De hecho, el álbum fue el último lanzamiento con Nitro. El pequeño éxito que obtuvo The Art of Drowning en las listas de ventas americanas fue una sorpresa para un grupo hardcore punk. Fue el último álbum en esa tendencia, viéndose ya claramente influencias del rock alternativo y el post-hardcore.

## Lista de canciones
| Versión estándar |                             |          |  |
| N.º              | Título                      | Duración |  |
| 1.               | «Initiation»                | 0:39     |  |
| 2.               | «The Lost Souls»            | 2:42     |  |
| 3.               | «The Nephilim»              | 2:35     |  |
| 4.               | «Ever and a Day»            | 3:06     |  |
| 5.               | «Sacrifice Theory»          | 1:58     |  |
| 6.               | «Of Greetings and Goodbyes» | 3:04     |  |
| 7.               | «Smile»                     | 1:31     |  |
| 8.               | «A Story at Three»          | 3:53     |  |
| 9.               | «The Days of the Phoenix»   | 3:27     |  |
| 10.              | «Catch a Hot One»           | 2:54     |  |
| 11.              | «Wester»                    | 3:02     |  |
| 12.              | «6 to 8»                    | 4:21     |  |
| 13.              | «The Despair Factor»        | 3:54     |  |
| 14.              | «Morningstar»               | 3:16     |  |
| 15.              | «Battled»                   | 1:03     |  |
| 48:33            |                             |          |  |

- Dream of Waking solo está disponible en la versión en vinilo del álbum. Así como en el recopilatorio de Nitro records, Punkzilla.
- Battled es una pista oculta que se encuentra después de "Morning Star". "Battled" está disponible en iTunes con el nombre de "bonus track".

## Posicionamiento en listas
| País (Lista 2000)                   | Mejor posición |
| ----------------------------------- | -------------- |
| Estados Unidos (Billboard 200)      | 174            |
| Estados Unidos (Heatseekers Albums) | 9              |
| Estados Unidos (Independent Albums) | 12             |

## Créditos
- Eddy Schreyer: Mastering
- Chuck Johnson: Productor, Ingeniero
- AFI: 	Productor, coros
- Andy Ernst: Mezclador
- Frank Rinella: Ingeniero asistente
- Davey Havok: Voces
- Nick 13: Coros
- Jade Puget: Guitarra
- Darcy Vaughn: Viola
- Adam Carson: Batería
- Alan Forbes: Arte
- Thadd LaRue: Coros, Asistente
- Jamie Reilly: Diseño
- Hunter Burgan: Bajo